# 30305 Severi
30305 Severi este un asteroid din centura principală de asteroizi.

## Descriere
30305 Severi este un asteroid din centura principală de asteroizi. A fost descoperit pe 1 mai 2000 la Prescott (Arizona) de Paul G. Comba. Asteroidul prezintă o orbită caracterizată de o semiaxă mare de 2,84 ua, o excentricitate de 0,09 și o înclinație de 2,9° în raport cu ecliptica.